# Île Balabio
Die Île Balabio ist eine Insel im französischen Überseegebiet Neukaledonien im südlichen Pazifik. Sie liegt acht Kilometer nordöstlich der Hauptinsel Grande Terre und gehört zur Gemeinde Ouégoa.

## Geographie
Balabio ist mit einer Fläche von rund 33 km² die zweitgrößte küstennahe Insel Neukaledoniens. Sie war anfangs bewaldet und ist sehr gebirgig. Die sumpfige Westküste weist einen Mangrovenrand auf. Die Insel ist von einem Korallenriff umgeben, das nach Norden geöffnet ist. Sie verfügt über mehrere Wasserquellen. Bereits die ersten europäischen Besucher beklagten unerträgliche Mückenschwärme.

## Geschichte
Am 9. September 1774 betrat der englische Lieutenant Richard Pickersgill als erster Europäer die Insel. Er war von James Cook beauftragt, von dem Schiff Resolution aus die Insel Balabio zu erkunden. Er traf am Strand den Oberhäuptling der Insel, Téabi. Im Jahr 1844 erreichte der erste Missionar die Insel und taufte zahlreiche Einheimische, blieb aber nur wenige Tage. Nach dem Glauben der Kanak wandert die Seele der Verstorbenen nach Balabio, wo Gott sein Urteil über sie spricht. Bis zur vollständigen Missionierung der Einheimischen gab es oft Stammeskriege. Von den Belep-Inseln kamen Krieger mit Pirogen auf die Insel, um die Männer für ihren Fleischbedarf zu jagen sowie die Frauen und Kinder zu entführen.
Der französische Geologe Jules Garnier besuchte 1864 die Insel, um nach Goldvorkommen zu suchen. Bereits 500 Meter vor der Küste wurde er von Stechmücken angegriffen. Als er den Sand in Flussläufen nach dem Metall untersuchen ließ, musste er für jeden einzelnen seiner Mitarbeiter einen Einheimischen engagieren, der mit einem Palmenwedel die Tausende Mücken vertrieb. Er bezeichnete diese Expedition in seinem Bericht als „höllischen Aufenthalt“ (séjour infernal).
Die Insel mit ihren 20.000 Kokospalmen wurde ab 1866 an Pächter für jeweils drei Jahre, die erneuert werden konnten, verpachtet. Die Siedler begannen, die Wälder zu roden, und stellten Arbeiter aus Java für die Landarbeit ein. 1917 verwüsteten zwei Zyklone sämtliche Kokospalmen. Anschließend wurde die Insel als Basis für den Fang von Trochus-Muscheln und Seegurken (Bêche-de-mer) sowie für die Viehzucht genutzt. Einige Rinder flohen aber bei Niedrigwasser immer wieder auf die Grande Terre. Erst nachdem die Insel in den 1930er Jahren in kleine Parzellen aufgeteilt worden war, siedelten sich zahlreiche französische und zehn japanische Familien an. Sie bauten Bananen, Kartoffeln sowie Yams an, hielten Kleinvieh und betrieben Fischerei. Die Insel ist heute jedoch unbewohnt.